# Калп
Калп (на каталонски: Calp; на испански: Calpe, Калпе) е курортен крайморски град в Испания, намиращ се в автономна област Валенсия и провинция Аликанте.

## Икономика
Основен поминък е туризмът и земеделието (стафиди и фурми). Населението му е 20 804 души (по данни към 1 януари 2017 г.).